# تشسکا کوبیتسه
تشسکا کوبیتسه (به چکی: Česká Kubice) یک منطقهٔ مسکونی در جمهوری چک است که در ناحیه دوماژلیتسه واقع شده‌است. تشسکا کوبیتسه ۴۵٫۹۷ کیلومتر مربع مساحت و ۶۳۲ نفر جمعیت دارد و ۵۵۲ متر بالاتر از سطح دریا واقع شده‌است.